# Gleichwertige Lebensverhältnisse
Gleichwertige Lebensverhältnisse ist ein politischer Begriff. Seit der deutschen Wiedervereinigung ist die Herstellung gleichwertiger Lebensverhältnisse ein erklärtes politisches Handlungsziel der Regierung der Bundesrepublik Deutschland.
Mit gleichwertigen Lebensverhältnissen ist heutzutage beispielsweise gemeint, dass die Verkehrsprojekte (Straßenbau- und Sanierung) einhergehen mit einer Stärkung des Wirtschaftsstandortes in Ostdeutschland. In der Politik und der Gesellschaft wird darüber diskutiert, welche Grundleistungen der Daseinsvorsorge und welche flächendeckende Grundversorgung genau zu gewährleisten ist, um gleichwertige (nicht „identische“) Lebensverhältnisse zu schaffen. Damit wird beispielsweise berücksichtigt, dass im ländlichen Raum nicht die gleiche Infrastruktur vonnöten ist wie in Ballungszentren, wohl aber, dass eine Grundinfrastruktur überhaupt vorhanden ist.

## Entstehung des Begriffes
Im Grundgesetz für die Bundesrepublik Deutschland wurde in der ursprünglichen Fassung von 1949 der Begriff „Einheitlichkeit der Lebensverhältnisse“ verwendet. Seit der Verfassungsreform von 1994 im Zusammenhang mit der deutschen Wiedervereinigung wird von der „Gleichwertigkeit der Lebensverhältnisse“ gesprochen.
Auf bestimmten Gebieten der konkurrierenden Gesetzgebung (Art. 74 Abs. 1 Nr. 4, 7, 11, 13, 15, 19a, 20, 22, 25 und 26 GG) hat der Bund das Gesetzgebungsrecht, wenn und soweit die Herstellung gleichwertiger Lebensverhältnisse im Bundesgebiet oder die Wahrung der Rechts- oder Wirtschaftseinheit im gesamtstaatlichen Interesse eine bundesgesetzliche Regelung erforderlich macht (Art. 72 Abs. 2 GG). Das betrifft das Aufenthalts- und Niederlassungsrecht der Ausländer, die öffentliche Fürsorge, das Recht der Wirtschaft, die Regelung der Ausbildungsbeihilfen und die Förderung der wissenschaftlichen Forschung, die Überführung von Grund und Boden, von Naturschätzen und Produktionsmitteln in Gemeineigentum oder in andere Formen der Gemeinwirtschaft, die wirtschaftliche Sicherung der Krankenhäuser und die Regelung der Krankenhauspflegesätze, das Recht der Lebensmittel einschließlich der ihrer Gewinnung dienenden Tiere, das Recht der Genussmittel, Bedarfsgegenstände und Futtermittel sowie den Schutz beim Verkehr mit land- und forstwirtschaftlichem Saat- und Pflanzgut, den Schutz der Pflanzen gegen Krankheiten und Schädlinge sowie den Tierschutz, den Straßenverkehr, das Kraftfahrwesen, den Bau und die Unterhaltung von Landstraßen für den Fernverkehr sowie die Erhebung und Verteilung von Gebühren oder Entgelten für die Benutzung öffentlicher Straßen mit Fahrzeugen, die Staatshaftung sowie die medizinisch unterstützte Erzeugung menschlichen Lebens, die Untersuchung und die künstliche Veränderung von Erbinformationen sowie Regelungen zur Transplantation von Organen, Geweben und Zellen.
Erstmals 1975 politisch und gesellschaftlich in Erscheinung getreten ist der Begriff im Zusammenhang mit dem Raumordnungsrecht, das wiederum auf einem Gesetzesentwurf über die „Regelung des Landesbedarfs der öffentlichen Hand“ vom 29. März 1935 gründet. Dabei geht es um eine gleichmäßige Entwicklung der Teilräume vor allem bezogen auf Daseinsvorsorge, Einkommen und Erwerbsmöglichkeiten. Nach § 2 Abs. 2 Nr. 1 des Raumordnungsgesetzes sind „Im Gesamtraum der Bundesrepublik Deutschland und in seinen Teilräumen […] ausgeglichene soziale, infrastrukturelle, wirtschaftliche, ökologische und kulturelle Verhältnisse anzustreben. […] Diese Aufgaben sind gleichermaßen in Ballungsräumen wie in ländlichen Räumen, in strukturschwachen wie in strukturstarken Regionen zu erfüllen. […] Auf einen Ausgleich räumlicher und struktureller Ungleichgewichte zwischen den Regionen ist hinzuwirken.“

## Kommission Gleichwertige Lebensverhältnisse
Die Bundesregierung hat per Kabinettbeschluss vom 18. Juli 2018 eine Kommission Gleichwertige Lebensverhältnisse (KomGL) eingesetzt. Diese Kommission wurde beauftragt, auf der Basis eines gemeinsamen Verständnisses gleichwertiger Lebensverhältnisse, Handlungsempfehlungen unter Berücksichtigung unterschiedlicher regionaler Entwicklungen und den demografischen Wandel in Deutschland zu erarbeiten. Dazu richtete die KomGL sechs Facharbeitsgruppen (FAG) ein:
- FAG 1: Kommunale Altschulden
- FAG 2: Wirtschaft und Innovation
- FAG 3: Raumordnung und Statistik
- FAG 4: Technische Infrastruktur
- FAG 5: Soziale Daseinsvorsorge und Arbeit
- FAG 6: Teilhabe und Zusammenhalt der Gesellschaft

Auf der Grundlage der von den Facharbeitsgruppen vorgelegten Analysen und Empfehlungen hat die Bundesregierung am 10. Juli 2019 folgende Ziele und Maßnahmen beschlossen:
- Mit einem neuen gesamtdeutschen Fördersystem strukturschwache Regionen gezielt fördern
- Arbeitsplätze in strukturschwache Regionen bringen
- Breitband und Mobilfunk flächendeckend ausbauen
- Mobilität und Verkehrsinfrastruktur in der Fläche verbessern
- Dörfer und ländliche Räume stärken
- Städtebauförderung und sozialen Wohnungsbau voranbringen
- Eine faire Lösung für kommunale Altschulden finden
- Engagement und Ehrenamt stärken
- Qualität und Teilhabe in der Kindertagesbetreuung sichern
- Barrierefreiheit in der Fläche verwirklichen
- Miteinander der Bürgerinnen und Bürger in den Kommunen fördern